# بارانووک (استان اشوی‌داشکسیه)
بارانووک (به لهستانی: Baranówek) یک منطقهٔ مسکونی در لهستان است که در گمینا باتشکوویتسه واقع شده‌است. بارانووک ۲۱۰ نفر جمعیت دارد.